# Parafia Wniebowzięcia Najświętszej Maryi Panny w Trepczy
Parafia  Wniebowzięcia Najświętszej Maryi Panny w Trepczy – parafia rzymskokatolicka należąca do dekanatu sanockiego w archidiecezji przemyskiej.

## Historia
W 1339 roku już była wzmiankowana wieś Trepcza. W 1552 roku pierwsza wzmianka o kaplicy łacińskiej obsługiwanej przez prepozytów szpitalnych z Sanoka. W 1624 roku Tatarzy spalili kaplicę. Przed 1646 rokiem kaplicę odbudowano z drewna i kamienia. 
W 1804 roku Austriacy przekazali kaplicę grekokatolikom, którzy po rozbudowie, 14 sierpnia 1807 roku konsekrowali ją pw. Zaśnięcia Najświętszej Maryi Panny. W latach 1849–1850 dokonano dalszej rozbudowy nawy głównej cerkwi. W 1893 roku wykonano polichromię w cerkwi. W latach 1899–1900 dobudowano wieżę-dzwonnicę. W 1945 roku wysiedlono grekokatolików, a osiedlono Polaków z Kuźminy, Ustianowej i Raczkowej.
W 1945 roku  cerkiew Zaśnięcia Najświętszej Maryi Panny, została zaadaptowana na kościół filialny  parafii Przemienienia Pańskiego w Sanoku. 1 lipca 1969 roku Trepcza została przydzielona do nowej parafii Podwyższenia Krzyża Świętego i Matki Bożej Pocieszenia w Sanoku. 
16 lipca 1973 roku dekretem bpa Ignacego Tokarczuka została erygowana parafia w Trepczy pw. Wniebowzięcia Najświętszej Maryi Panny. W latach 1997–2000 wybudowano nowy murowany kościół, według projektu arch. inż. Janusza Hanusa. 26 grudnia 2000 roku abp Józef Michalik poświęcił nowy kościół.
15 sierpnia 2007 roku bp Marian Rojek poświęcił pomnik-barkę jako wotum wdzięczności za pontyfika Jana Pawła II. 15 sierpnia 2010 roku ks. inf. Stanisław Zygarowicz poświęcił krzyż i polichromię kościoła. Rok 2013/2014 został ogłoszony Rokiem Jubileuszu 40-lecia istnienia parafii Trepcza. 22 października 2023 roku odbyła się konsekracja, której dokonał abp Adam Szal. 
Na terenie parafii jest 991 wiernych (w tym: Trepcza – 904, Międzybrodzie – 87).
Proboszczowie parafii:
1973–1983. ks. Tadeusz Załączkowski.
1983–1995. ks. Stanisław Szańca.
1995–2005. ks. Stanisław Kot.
2005–2022. ks. Piotr Rymarowicz.
2022– nadal ks. Adam Szozda.

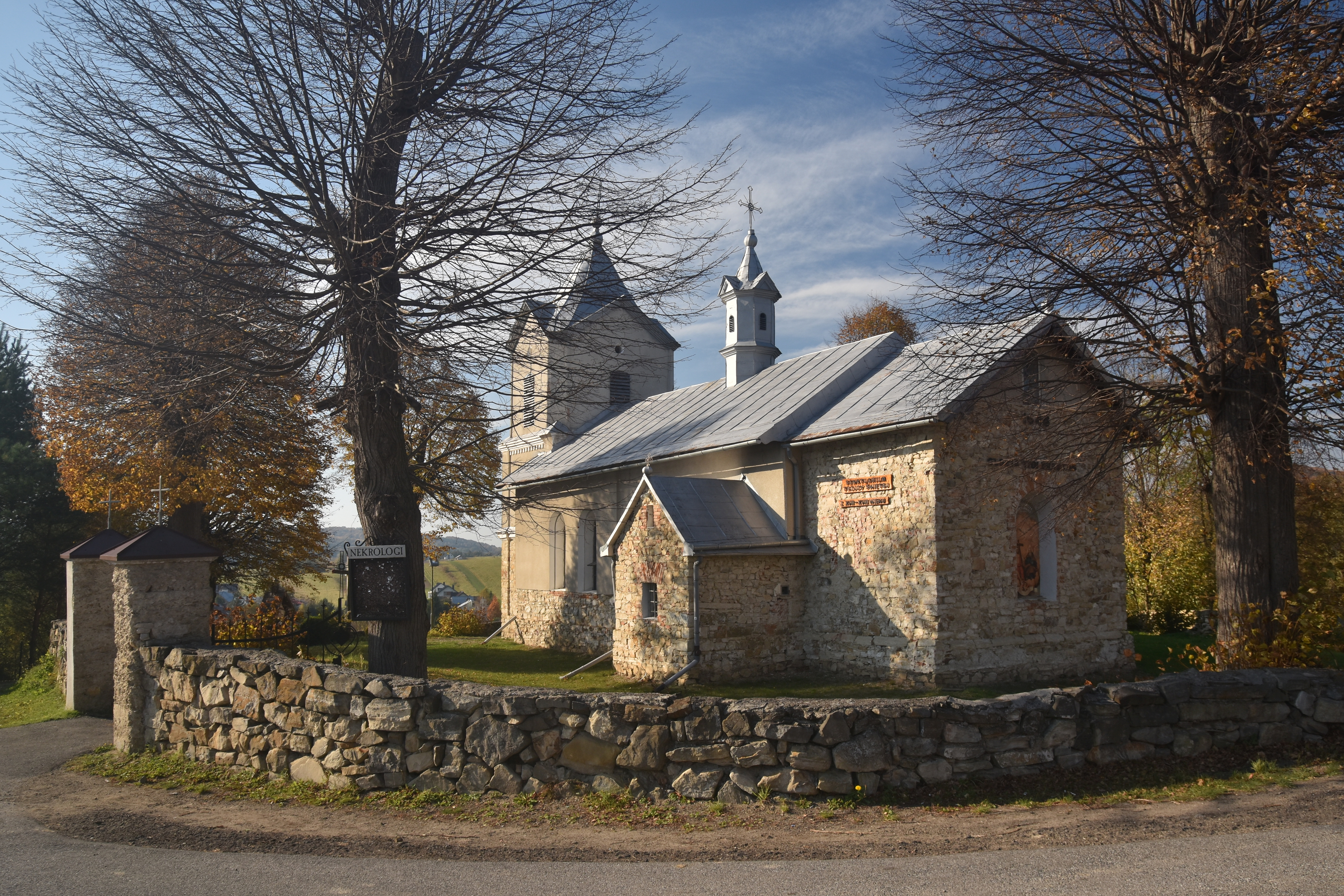
Kościół Świętej Trójcy w Trepczy w dawnej cerkwi (1945-2000)
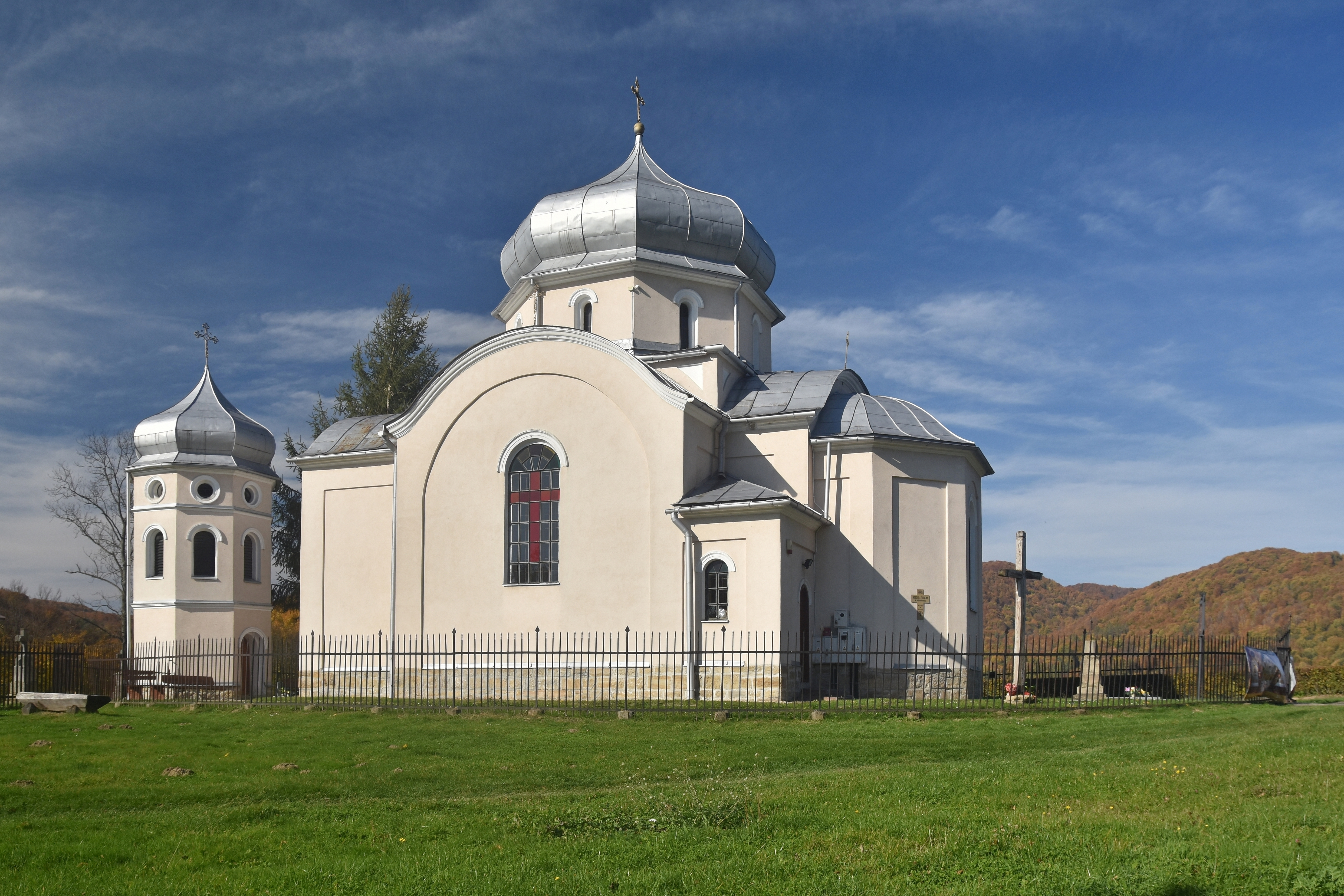
Kościół filialny pw. Świętej Trójcy w Międzybrodziu w dawnej cerkwi